# 森崎令子
森崎 令子（もりさき れいこ、1月24日 - ）は、日本の漫画家。関西在住。血液型はA型。

## 来歴・人物
1997年頃からフリーランスの漫画家として活動を開始。
活動開始当初は、小学館や『スコラ』、宙出版やあおば出版などの多岐に渡り活動していたが、2007年頃から近年では主に株式会社フェアベルでの電子コミック掲載や、ハーレクインへの執筆を中心に活動している。
現在はフェアベルのアンジーコミックスレーベルにて、『薔薇の聖痕』を連載中。
同作は配信開始から累計300万ダウンロードを突破するヒット作となっており、公式サイトも開設された。

## 作品一覧
- シンデレラの罠（1997年・スコラ『サクラミステリー』5月号）
- 憎しみは永遠の孤独（1997年『サクラミステリー』11月号）
- あなたから言ってよ!（1999年・スコラ『結婚協奏曲』2号）
- 消えない足跡（1999年・小学館『Judy』3月号）
- ヴィンテージ（1999年『Judy』6月号）
- BE WITH YOU（1999年・あおば出版『サクラミステリー』8月号）
- キャンバスの中の真実（1999年『Judy』9月号）
- レディに剣を（2000年・宙出版『ハーレクイン』9月号）
- 花。花。（2000年・宙出版『4コママンガ笑スタジアム』）
- 大胆素敵（2000年・宙出版『笑Short!スタジアム』）
- ムスクの香り（2001年『ハーレクイン』12月号）
- ずっと、ベッドの中まで（2003年『Judy』1月号）
- 未来設計図（2004年・小学館『NIGHTY JUDY』8月号）
- 降り積る雪のように（2006年・セブン新社『恋愛美人if』1月号）
- ビリーブ!（2007年・フェアベル『週刊アンジー』1号 - 3号）
- 先生の腕の中（2007年『週刊アンジー』5号 - 7号）
- 迷子のフーガ（2007年『週刊アンジー』15号）
- 薔薇の聖痕（2007年・フェアベル『アンジーコミックス』12月号 - 連載中）
- 堕天使の恋（2009年『アンジーコミックス』7月号 - 不定期連載）
- ボスと秘書の休日（2010年・ハーレクイン『ハーレクインオリジナル』11月号）
- 愛は遠いあの日から（2010年・ハーレクイン『ハーレクインコミック』9月号）
- 危険な薔薇（2012年『ハーレクインコミック』6月号）
- 私だけのプリンス（2012年『ハーレクインコミック』11月号）

## 書籍

### コミックス
- 薔薇の聖痕（既刊5巻）
- 愛は遠いあの日から
- ムスクのかおり（原作：リンゼイ・スティーヴンス）

### 雑誌
- 恋MAX（2008年6月号、秋田書店） - エッセイ掲載